# Una vipera sarò/Tappeto volante
Una vipera sarò/Tappeto volante è un singolo della cantautrice Giuni Russo, pubblicato, agli inizi del 1982, per la casa discografica CGD.
Questo 45 giri, non uscì mai in Italia, ma fu destinato al mercato tedesco. Nel 1990 il brano Una vipera sarò uscì in Italia, come lato B del 45 giri Un'estate al mare (Compagnia Generale del Disco, 3984 23892-9).

## Una vipera sarò
Una vipera sarò è la canzone pubblicata sul lato a del singolo tratto dall'album Energie.
Il testo fu scritto da Franco Battiato, mentre la musica da Giuni Russo e da Maria Antonietta Sisini.

## Tappeto volante
Tappeto volante è la canzone pubblicata come lato b del singolo.
Il testo fu scritto da Franco Battiato, mentre la musica da Giuni Russo e da Maria Antonietta Sisini.

## Tracce
Lato A
1. Una vipera sarò – 3:30 (Franco Battiato - Giuni Russo - Maria Antonietta Sisini)

Lato B
1. Tappeto volante – 3:03 (Franco Battiato - Giuni Russo - Maria Antonietta Sisini)

## Crediti
- Produzione: Angelo Carrara e Alberto Radius
- Arrangiamenti: Giusto Pio